# Alcyone Cone
Alcyone Cone (fälschlich auch als Aleyone Cone bezeichnet) ist ein erloschener Vulkankegel im Zentrum der Gebirgsgruppe The Pleiades am westlichen Kopfende des Mariner-Gletschers im ostantarktischen Viktorialand.
Benannt wurde er von Teilnehmern einer von 1971 bis 1972 durchgeführten Kampagne im Rahmen der neuseeländischen Victoria University’s Antarctic Expeditions im Gebiet des Evans-Firnfelds nach Alkione, hellster Stern im Sternhaufen der Plejaden.